# Mojżesz Steinberg
Mojżesz Steinberg (ur. 1901, zm. 1987 w Nowym Jorku) – polski rabin, pierwszy powojenny naczelny rabin Krakowa.
Pochodził z rodziny o tradycjach rabinackich. W 1934 objął urząd rabina w Brodach. Przeżył Holokaust, później został mianowany pierwszym powojennym naczelnym rabinem Krakowa. W 1947 opuścił Polskę i udał się do Nowego Jorku. W Stanach Zjednoczonych pracował naukowo, był talmudystą i przewodniczącym bejt dinu z ramienia Rabbinical Council of America.